# Cantón de Benfeld
El cantón de Benfeld era una división administrativa francesa, que estaba situada en el departamento de Bajo Rin y la región de Alsacia.

## Composición
El cantón estaba formado por trece comunas:
- Benfeld
- Boofzheim
- Friesenheim
- Herbsheim
- Huttenheim
- Kertzfeld
- Kogenheim
- Matzenheim
- Rhinau
- Rossfeld
- Sand
- Sermersheim
- Witternheim

## Supresión del cantón de Benfeld
En aplicación del Decreto n.º 2014-185 de 18 de febrero de 2014, el cantón de Benfeld fue suprimido el 22 de marzo de 2015 y sus 13 comunas pasaron a formar parte del nuevo cantón de Erstein.